# Культура і життя
«Культура і життя» — загальнодержавна українська щотижнева газета, що виходила з січня 1913 до січня 2022 року. Засновник і видавець — ТОВ «Видавничий дім „Українська культура“»

## Історія
Видавниче товариство «Культура і життя» було засноване у Харкові Гнатом Хоткевичем, опісля його повернення до міста 1912 року. Він же з січня 1913 став редактором тижневика «Вісник культури і життя», який виходив у Києві. Редакція знаходилася за адресою: вул. Володимиро-Либідська, 13.
У виданні висвітлювали новини культури, під якою розумілися будь-які галузі людської діяльності та їх наслідки: мистецтва (література, малярство, скульптура, музика), наука і техніка, спорт, організація й самоорганізація людей у цілеспрямовані спільноти, задачі й загадки, ін.
Спроба тривала місяць. Усього вийшло чотири числа періодичного видання. Утім інформаційний досвід цього тижневика новин заслуговує на всіляке схвалення й вивчення. Журнал замислювався саме як інформаційний (а не літературний чи публіцистичний) проєкт. Складався він з трьох виразних частин, які, однак, не були відділені в окремі рубрики. Першу частину складали літературні твори, другу наукові праці про мистецтва та з історії, третю — найбільшу — частину становила широка хроніка з різноманітних галузей культури. З огляду на те, що часопис створювала по суті одна особа, більшість матеріалів у ньому мали дайджестовий характер, особливо ті, що належали до відділу хроніки.

### Тижневик «Мистецтво» (Київ)
У Києві 1919 року було засновано літературно-мистецький тижневий журнал Української секції Всеукрліткома «Мистецтво». З ч. 5/6 — літературно-мистецький тижневик Відділу мистецтв при Наркомпросі.
Перший номер за 1919 рік вийшов під спільною редакцією Гната Михайличенка та Михайля Семенка. В 2—5/6 номерах за 1919 р. відповідальний за «редакційну колеґію» Михайль Семенко, а в ч. 1 за 1920 р. — редактор. Числа 3—5/6 (1919), ч. 1 (1920) оформлені Георгієм Нарбутом.
Друкувався в друкарні «І. І. Чоколов» на вул. Великій Житомирській, 20 (1919. — 1—5/6.). Останній номер вийшов у Державному видавництві У. С. Р. Р. (надруковано в друкарні І. М. Кушнерева та Спілки; вул. Караваївська, 5).

### Додатки до «Вістей ВУЦВК»
Аналогічна за тематикою газета була заснована в Харкові 7 жовтня 1923 року під назвою «Література, наука і мистецтво» як додаток до газети «Вісті ВУЦВК». У 1925 році ввійшла до складу газети «Культура і побут», яка виходила з січня 1924 до грудня 1928 року як додаток до «Вістей ВУЦВК».
З січня 1929 року по 2 листопада 1930 року мала назву «Література і мистецтво» (з 17 серпня — як рубрика в газеті «Вісті ВУЦВК»).

### «Література і мистецтво» як окреме видання
Під назвою «Література і мистецтво» в Києві з 19 жовтня 1941 року виходив додаток до газети «Українське слово» (редактор — Михайло Ситник).
Також газета із назвою «Література і мистецтво» виходила з 21 грудня 1941 до 31 грудня 1944 року як орган спілки письменників УРСР та управління у справах мистецтв при Раднаркомі УРСР. Під час Німецько-радянської війни виходила у різних містах — Ворошиловграді, Уфі (з 27 січня 1942 до 31 грудня 1943, головний редактор Іван Кочерга), Москві, Харкові, знову Києві (від 1944). В 1943—1944 редактором був Леонід Новиченко). Її випускали щотижня на чотирьох шпальтах великого формату. Весь вміст цього видання зводився до того, щоб активізувати діяльність творчої інтелігенції на допомогу фронту, на якнайшвидший розгром ворога. На сторінках газети виступали письменники, артисти, композитори, художники, науковці України, які проживали в різних містах і селах СРСР.

### 1945—1991
1945 року в Києві редакцію «Літератури і мистецтва» розділили. З січня з продовженням попередньої нумерації видається «Літературна газета», а 3 квітня 1945 побачив світ № 1 газети «Радянське мистецтво». До кінця березня 2003 року у вихідних даних зазначалося, що газета видається саме з квітня 1945 року, а наскрізна нумерація видання досі ведеться з 1945 року. 11 вересня 2020 побачив світ 4900 номер.
У 1945—1954 роках мала назву «Радянське мистецтво», у 1955 — квітні 1965 рр. — «Радянська культура». За радянської доби була органом Міністерства культури УРСР.
Назва «Культура і життя» — з 3 травня 1965 року. З 1970 року редакція знаходилася за адресою: вул. Обсерваторна, 6.
У редакції працювали такі визначні мистецтвознавці-журналісти, як Михайло Головащенко, Алла Спиридонова, Олексій Журавель, Олександр Тарасенко, Сергій Васильєв, Ніна Новоселицька, Ірина Прохоренко, Наталя Влащенко, Олександр Чекмишев, Олена Седик, Юрій Токарєв, Олександр Балабко.

### У незалежній Україні
Після проголошення незалежності України газета стала офіційним друкованим органом Міністерства культури України. Засновниками видання від 1994 року були Міністерство культури України, Центральний комітет профспілки працівників культури України, трудовий колектив редакції. Видавцем — ДП «Національне газетно-журнальне видавництво».
Фінансувалася з державного бюджету. Найбільші перебої з державним фінансуванням газети були у 1999—2000 рр. Так, 1999-го перший номер вийшов друком 6 січня, а другий — 28 серпня; 2000-го побачило світ тільки 6 номерів газети, при чому перший — 11 листопада. «КІЖівці» пояснили невихід газети «руйнівним подихом доби».
Редакція газети урочисто відзначила три ювілеї — випуск 4000-го номера (2002 рік), 80-річчя (2003 рік) і 90-річчя (2013 рік). За вагомі творчі здобутки у царині Слова, великий внесок у розвиток національної культури і мистецтва, численні публікації творів українських письменників у жовтні 2013 року колектив газети нагороджено Почесною грамотою Національної спілки письменників України. Також з нагоди 90-річчя колектив редакції було нагороджено Почесною грамотою Міністерства культури України — за вагомий внесок у розвиток української культури і високу професійну майстерність, Почесною грамотою Українського фонду культури та іншими відзнаками.
У січні — лютому 2001, січні — лютому 2002, лютому — квітні і вересні — грудні 2014 газета, незважаючи на те, що виходила регулярно, не мала ані головного редактора, ані в.о. головного редактора. Газету підписували до друку заступники головреда, чергові редактори.
2014 року редакція газети започаткувала відзнаку «Обличчя року». Її лауреатами були відомі особистості, чиї обличчя потрапляли на перші шпальти видання.
Починаючи з № 12 за 24 березня 2017 року у вихідних даних друкованої версії газети «Культура і життя» зазначалося ліцензування CC BY. Таким чином «Культура і життя» стала першим в Україні і одним із перших у світі друкованим засобом масової інформації, що видається під ліцензією Creative Commons.

### Реформування 2019 року
Видання Національного газетно-журнального видавництва, в тому числі і газета «Культура і життя», не були реформовані згідно Закону України «Про реформування державних і комунальних друкованих засобів масової інформації» через відмову Міністерства культури України вийти зі складу співзасновників.
14 лютого 2019 року газета «Культура і життя» отримала нове свідоцтво про державну реєстрацію № 23788-13628Р. Новим засновником газети виступило Товариство з обмеженою відповідальністю "Видавничий дім «Українська культура», створене 28 грудня 2018 року редакціями видань Національного газетно-журнального видавництва.
24 квітня 2019 року Національна спілка журналістів України за перешкоджання реформуванню видань «Українська культура», «Музика», «Культура і життя» та «Кримська світлиця» включила Міністра культури України Євгена Нищука до антирейтингу «Ворогів реформування преси».

### Припинення випуску
У вересні 2022 року в соцмережі Facebook редакція повідомила, що змушена була призупинити випуск газети в зв'язку з повномасштабним вторгненням РФ в Україну, випустивши лише один номер у 2022 році.

## Головні редактори

### Вісник культури і життя
- Січень 1913 — Павло Богацький, Гнат Хоткевич

### Мистецтво (тижневик)
- 1919—1920 — Гнат Михайличенко, Михайль Семенко.

### «Література, наука і мистецтво», «Культура і побут»
- 1923—1925 — Василь Еллан-Блакитний
- Від 1925 — Євген Касяненко

### «Література і мистецтво»
- 1929—1930 — Євген Касяненко
- Під час німецької окупації в Києві (1941 р.) — Михайло Ситник
- Під час Другої світової війни (1942—1943 рр.) в Уфі — Іван Кочерга
- 1943—1944 — Леонід Новиченко

### «Радянське мистецтво»,«Радянська культура»
- У 1945—1946 —Іван Чабаненко, в.о.
- У 1946—1947 — Юрій Костюк
- Із вересня 1947 — Володимир Владко
- У 1950-ті — Валентин Речмедін
- У 1958—1960 — Євген Кравченко
- До червня 1962 — Микола Упеник
- Липень 1962—1965 — Петро Біба

### «Культура і життя»
- Травень 1965 — листопад 1975 — Петро Біба
- Грудень 1975 — жовтень 1988 — Інна Барвінок
- Листопад 1988 — березень 1994 — Валерій Кравченко
- Квітень — листопад 1994 — Федір Зубанич
- Грудень 1994—1999 — Володимир Проценко
- Березень — 18 серпня 2001 — Василь Заєць (в.о.)
- Серпень — грудень 2001 — Віктор Талабан
- Березень 2002 — грудень 2009 — Володимир Бурбан
- Вересень 2009 — вересень 2010 — Анатолій Сєриков (із вересня до грудня 2009 — керівник видавничого проєкту)
- Вересень 2010 — березень 2011 — Віра Маковій
- До червня 2011 — Орест Когут
- Червень — серпень 2011 — Віктор Пасак
- Серпень 2011 — січень 2014 — Людмила Гнатюк
- Травень — серпень 2014 — Наталія Зінченко (в.о.)
- Грудень 2014 — квітень 2015 — Анатолій Сєриков
- Травень 2015 — січень 2022 — Євген Букет

## Рубрики
Серед рубрик у 1990-ті — «Актуально», «Міжнародні зв'язки», «Незабутні», «Обереги», «Театральне перехрестя», «На захист культурних надбань», «Таланти твої, Україно!», «Культурологічна лабораторія», «З народних джерел», «Пам'ятки і пам'ять», «Туристичні оази України», «Шануймо наші традиції», «І подумалося…».
З 2014 року — «Актуально», «Наголос», «Акцент», «Погляд», «Арт-проект», «Кіно», «Музика», «Театр», «Мистецтво», «Література», «Книжкова абетка», «Музейництво», «Народна творчість», «У місті Лева», «Дитячий світ», «Зворотний зв'язок», «Сторінки історії», «Післямова» та ін.
У 2015—2016 започатковані авторські рубрики «Мистецька родина» (редактор — Тетяна Череп-Пероганич), «Фотокраїна» (редактор — Роман Ратушний), «На перехресній станції» (редактор — Любов Якимчук), «Ідентичність» (редактор — Сергій Лащенко).

## Бібліотека газети «Культура і життя»
2017 року започатковано книжкову серію «Бібліотека газети „Культура і життя“». У ній побачили світ видання:
- «Дивлюся на небо та й думку гадаю» в перекладах мовами світу [Архівовано 16 жовтня 2021 у Wayback Machine.] / Упорядники Є. В. Букет, О. Є. Петренко. — Житомир: ФОП Євенок О. О., 2017. — 112 с. — (Бібліотека газети «Культура і життя»). — ISBN 978-617-7607-13-6
- Репер Нобеля. Збірник есеїв / Бондаренко С. Г., Букет Є. В., Кольтовер В. К., Мікульонок І. О., Пугач О. В. — К.: Вид. Пугач О. В., 2018. — 100 с. — (Бібліотека газети «Культура і життя»; кн. 2). — ISBN 978-966-8359-45-3
- Покотило В. К. Лицарі золотого тризуба. — Київ: ДП «Національне газетно-журнальне видавництво», 2018. — 400 с. — (Бібліотека газети «Культура і життя», кн. 3). — ISBN 978-966-97282-4-1
- Чобіт Д. Загибель Гути Пеняцької 28 лютого 1944 року. Книга перша. Трагедія / Передмова В. Сергійчука / Бібліотека газети «Культура і життя», книга 4 / Національна спілка краєзнавців України, Львівська обласна організація. — К.: ВД «Українська культура», 2020. — 612 с., іл. — ISBN 978-966-97958-2-3[15]
- Пугач О. Несподіваний Бунін / Неожиданный Бунин [Архівовано 14 листопада 2020 у Wayback Machine.] / Unexpected Bunin [Архівовано 16 листопада 2020 у Wayback Machine.]. — Strelbytskyy Multimedia Publishing, 2020. — Електронна книга. — (Бібліотека газети «Культура і життя»; кн. 5).